# 戴爾·W·喬根森
戴爾·韋爾杜·喬根森（英語：Dale Weldeau Jorgenson，1933年5月7日—2022年6月8日
）是一位美国经济学家。喬根森於1933年出生於蒙大拿州的博斯曼。他於1955年從里德學院獲哈佛大學碩士和哲學博士學位。1959年，他開始在加利福尼亞大學的伯克利分校任教。1967年在伯克利升任經濟學教授。1969年，他前往哈佛大學就任教授職位，併在那裡留任至今。喬根森在1971年因其論投資的經濟計量模型建立的著作而獲美國經濟協會的約翰·貝茨·克拉克獎。